# Anarcs
Anarcs è un comune dell'Ungheria di 2 010 abitanti (dati 2001). È situato nella contea di Szabolcs-Szatmár-Bereg.
Qua nacque l'imprenditore Nicholas Kove.